# 페드로 파라헤스
페드로 파라헤스 디에고-마드라소(스페인어: Pedro Parages Diego-Madrazo; 1883년 12월 17일, 마드리드 주 마드리드 ~ 1950년 2월 15일, 아키텐 지방 생-루베)는 스페인의 축구 선수이자 감독이며, 제5대 레알 마드리드 회장으로 1916년 7월부터 1926년 5월 16일까지 역임했다.
그는 선수 시절 아미칼과 레알 마드리드 선수로 활약하면서 최초의 프랑스인 머랭 군단 일원으로 기록되었다. 그는 1924년 하계 올림픽에서 스페인 국가대표팀을 지도하기도 했다.

## 수상

### 선수
레알 마드리드
- 코파 델 레이: 1905, 1906, 1907, 1908
- 중부 선수권 대회: 1902–03, 1904–05, 1905–06, 1907–08